# MARUOSA
MARUOSA（マルオサ）は、日本のブレイクコアミュージシャン、ブレイクコアレーベル"RENDAREC"主宰である。大阪府出身。
1999年活動開始。唯一無二のエクストリームミュージシャンとして日本国内にとどまらず、アメリカ〜ヨーロッパ〜オーストラリアなど活動範囲は多岐に渡る。
現在までにSónar(スペイン)、Roskilde Festival(デンマーク)、SXSW(アメリカ)、Glade Festival(イギリス)、Supersonic Festival(イギリス)、CTM(ドイツ)、THIS IS NOT ART/Electrofringe(オランダ)、GOGBOT(オランダ)、LUFF(スイス)等のフェスティバルに出演。
オランダのブレイクコアミュージシャンBong-Raとデジタルノイズグラインドコアユニット"DEATHSTORM"としても活動中。 
かた焼きそばマニアという顔もあり、世界中のかた焼きそばマップを制作している。

## かた焼きそば
MARUOSAの祖父は大阪市桃谷で町工場を経営していた。幼稚園に通っていたMARUOSAが町工場の手伝いをした際には、手伝いのご褒美として祖父は中華料理屋に連れて行ってくれた。その時に祖父が美味いと教えてもらったメニューがかた焼きそばであり、幼少のMARUOSAはその味に魅了された。成長するにつれ、かた焼きそばも食べなくなっていたが、上京後に入った中華料理屋で、ふと祖父の事を思い出して、かた焼きそばを注文する。20年振りに食べたかた焼きそばの味は祖父の思い出を呼び戻し、以降、かた焼きそばを食べ続けなければいけないという使命感と共にかた焼きそば研究の道に足を踏み入れる。
周囲に詳しい人がいなかったため、活動の二本柱として数をこなすために「食べ歩くこと」、「文献を調べること」を念頭に置いて、6年間の活動で約350食を食べた（2019年時点）。この活動が噂になったことで、ラジオやテレビ、雑誌への出演をする。 2021年6月15日放送の『マツコの知らない世界』に登場した際には皿うどん、かた焼きそば、あんかけ焼きそばの相違点や発祥について語っている。

## ディスコグラフィー

### ソロ
- 2006年 mushimamire(HIRNTRUST GRIND MEDIA) 7"
- 2007年 EXERCISE AND HELL(RENDAREC) CD
- 2008年 untitled(KRISS RECORDS) 12"
- 2011年 EXSTREAM!!!!!!!!!(RENDAREC/Grindcore Karaoke) CD

### スプリット
- 2002年 MARUOSA vs DODDODO "bibibibibibin vol.1"(RENDAREC) CDR

### コンピレーション
- 2002年 "SWIMSUIT SQUAD"(MURDER YACHT SCHOOL) CD
- 2003年 "j-pop terrorizm"(IHIHI) CD
- 2003年 "G2 Compilation CD"(G2 PRODUCT) CD
- 2003年 SPICE by punquestion(M.O.P. Recordings) CD
- 2004年 Hard Marchan in osaka(NAZNA OIRAN inc) CD
- 2005年 TSUNBOSAJIKI(RENDAREC) CD
- 2006年 MCP2005gb(IHIHI) CD
- 2006年 ROMZ 4th Anniversary Limited CD（ロムズ・レコーズ） CD
- 2006年 MISONO DAYS(STUDIO WARP) BOOK+CD
- 2006年 Tough Titties(Goulburn Poultry Fanciers Society) CD
- 2007年 CTM.07 Audio Compilation(rx:tx) CD
- 2007年 MIDI_sai HIT PARADE(MIDISKEE RECORD) CD
- 2007年 Can Buy Me Love IV(Digital Vomit) 2xCD
- 2007年 Statement Of Intent(Noize:tek Recordings) CD
- 2008年 OSAKA INVASION MixCD(de-fragment) MIX CD
- 2008年 OSAKA INVASION SAMPLER CD(de-fragment) CD

### リミックス
- 2006年 Watermelon Dude Zone(Megapixxels) CDR
- 2009年 Black Long Hair Nice Wah Pedal(十代暴動社)CD
- 2011年 EDGE OF CHAOS reCONSTRUCTION/LIVE&REMIXXX / WRENCH(blues interactions) CD

### DEATHSTORM
- 2008年 We are deathstorm(Fathme Records) 12"
- 2009年 Bringers of the Apocalypse(HIRNTRUST GRIND MEDIA) 7"